# Bardas Blancas
Bardas Blancas est une localité rurale argentine située dans le département de Malargüe, province de Mendoza.

## Description
La localité est située sur la route nationale 40, à 66 kilomètres au sud de la ville de Malargüe et à 180 kilomètres au nord de Buta Ranquil, étant la seule localité entre les deux villes. La route nationale 145, qui atteint le Chili par le col de Pehuenche, commence dans cette localité. Elle se trouve sur une petite vallée du rio Grande.
L'arrivée par la route nationale 40 est une attraction touristique en soi, et dans la ville on peut visiter la forêt pétrifiée et la Caverna de las Brujas, un système de cavernes souterraines interconnectées avec de curieuses figures. La Vuelta del Veranador est une fête typique du département de Malargüe qui a lieu dans cette ville, où l'on célèbre l'arrivée des éleveurs de chèvres des zones de montagne à la fin de la période estivale.
Topographiquement, il s'agit d'une zone élevée, dont on ne dispose toujours pas d'informations précises concernant sa formation et son évolution.
Le réseau électrique n'est arrivé qu'en 2009, et doit servir de base à la construction du barrage de Portezuelo del Viento.